# Résolution 99 du Conseil de sécurité des Nations unies
Membres permanents
- Chine (Taïwan)
- États-Unis
- France
- Royaume-Uni
- URSS

Membres non permanents
- Chili
- Colombie
- Danemark
- Grèce
- Libye
- Pakistan

Résolution no 98 Résolution no 100
La résolution 99 du Conseil de sécurité des Nations unies est une résolution du Conseil de sécurité des Nations unies adoptée le 12 août 1953.
Cette résolution, la première de l'année 1953, relative à la Cour internationale de justice, constatant que le juge Serguéi Alexandrovitch Golounsky a donné sa démission pour des raisons de santé, décide que l'élection destinée à pourvoir à son remplacement aura lieu au cours de la huitième session de l'Assemblée générale.
La résolution a été adoptée.

## Texte
- Résolution 99 sur fr.wikisource.org
- Résolution 99 sur en.wikisource.org